# Parc Nacional del Garamba
El Parc Nacional del Garamba és un dels parcs nacionals més destacats d'Àfrica. Situat al nord-est de la República Democràtica del Congo, és (o almenys era) l'hàbitat de l'última població silvestre coneguda al món del rinoceront blanc del nord. Està inscrit a la llista del Patrimoni de la Humanitat de la UNESCO i inclòs des del 1996 a la llista del Patrimoni de la Humanitat en perill, a causa de la caça furtiva de rinoceronts dins del parc.
És un dels espais protegits més antics d'Àfrica, el 1938 es va establir per preservar i garantir la seva biodiversitat.
El parc també és conegut pel seu programa de domesticació d'elefants d'Àfrica es va iniciar en la dècada de 1960, que van aconseguir entrenar animals per usos turístics.

## Història
Primer,el parc es va col·locar a la Llista del Patrimoni de la Humanitat en perill a la dècada de 1980 després que la Unió Internacional per a la Conservació de la Natura (UICN) estimés que tan sols quedaven 15 rinoceronts blancs del nord. El Fons Mundial per a la Naturalesa,la Societat Zoològica de Frankfurt i la UNESCO/UICN va treballar amb el llavors govern del Zaire per rehabilitar el parc. L'esforç va valer la pena i el parc va ser retirat de la llista en perill el 1992 (Avant, 2004, 367). No obstant això, el 1991, un poble proper va ser capturat per l'Exèrcit Popular d'Alliberament del Sudan (SPLA) i els refugiats van començar a emigrar cap a zones que envolten el parc, amb un creixement de 50.000 el 1993. L'afluència de refugiats i membres o antics membres del SPLA també va portar armes automàtiques i equips militars en ús per la presa de carn de caça de les poblacions d'animals dins del parc. Els guàrdies del parc Garamba no eren capaços d'assegurar el parc contra els caçadors furtius més fortament armats i entrenats. Hi hagué 121 tirotejos al parc entre 1993 i 1995. Els Búfals i elefants van caure en mas dels caçadors furtius. El 1996, dos rinoceronts blancs van ser assassinats, el que portà el Garamba a la llista del Patrimoni de la Humanitat en perill en aquest mateix any (Avant, 2004, 368).
La població d'elefants del parc ha caigut un 90%, passant de 20.000 el 1960 als 2.000 al 2012. El 2012, 22 elefants van ser assassinats en un atac d'un helicòpter per caçadors furtius que van tallar els seus ullals i els genitals. El 2014, els caçadors furtius van matar 68 elefants, inclosos els joves sense ullals, en dos mesos a partir de mitjans d'abril.

## Situació del Rinoceront blanc
Es creu que els rinoceronts blancs del nord aviat es declararan com a extingits a causa dels alts nivells de caça furtiva.Així com els disturbis civils que han obstaculitzat els esforços de conservació, es van desenvolupar plans per a la transició dels rinoceronts a refugis a Kenya, però no es van implementar, ja que els congolesos van argumentar que els estrangers no se'ls ha de permetre emportar-se el seu símbol. Només quatre individus es van registrar en una inspecció aèria del parc el 2005, però que ara es creu que han mort a causa dels disturbis civils a la zona.